# Alfredo Ávila Rueda
Alfredo Ávila, historiador mexicano, es investigador de tiempo completo del Instituto de Investigaciones Históricas de la Universidad Nacional Autónoma de México desde 2002.
Nació en octubre de 1971. Es licenciado en Historia por la Escuela Nacional de Estudios Profesionales Acatlán, maestro y doctor en Historia por la Facultad de Filosofía y Letras de la Universidad Nacional Autónoma de México. Ha sido profesor en la Escuela Nacional de Estudios Profesionales Acatlán, en el Instituto de Historia del Consejo Superior de Investigaciones Científicas de España, en la Universidad Autónoma de Tamaulipas, en la Universidad de Georgetown, la Universidad de Buenos Aires, la Universidad de São Paulo, El Colegio de México, la Universidad de Cantabria y en la Facultad de Filosofía y Letras de la UNAM, en donde imparte asignaturas de licenciatura y posgrado sobre la cultura política latinoamericana de comienzos del siglo XIX. Fue secretario académico del Instituto entre 2005 y 2010.
Ha dedicado la mayor parte de su trabajo profesional al estudio de la cultura política de la época de las independencias de América Latina y en especial de México. Discípulo de Virginia Guedea, ha continuado muchos de los temas propuestos por ella, como el estudio de las conspiraciones y las políticas clandestinas y la historia de las elecciones, pero desde la perspectiva del análisis de los lenguajes políticos y la historia conceptual. Ha sido invitado a impartir conferencias en diversas instituciones del mundo, incluidas la Universidad de Cantabria, la Universidad de Georgetown y la Universidad de Calgary. Entre otros reconocimientos, ha recibido el del Comité Mexicano de Ciencias Históricas, el Francisco Xavier Clavijero, la Medalla Alfonso Caso y la Distinción Universidad Nacional para Jóvenes Académicos, la Richard Greenleaf Fellowship y la Cátedra Eulalio Ferrer.

## Publicaciones
- En nombre de la nación. La formación del gobierno representativo en México 1808-1824 (Taurus, 2002).
- Para la libertad. Los republicanos en tiempos del imperio 1821-1823 (UNAM, 2004).
- La independencia de México: temas e interpretaciones recientes, con Virginia Guedea (UNAM, 2007, 2010).
- Las experiencias de 1808 en Iberoamérica, con Pedro Pérez Herrero (Universidad de Alcalá, 2008).
- Actores y escenarios de la Independencia, con Juan Ortiz, José Antonio Serrano y Enrique Florescano (Fondo de Cultura Económica, 2010).
- Partidos, facciones y otras calamidades. Propuestas y debates sobre los partidos políticos en México, siglo XIX, con Alicia Salmerón (FCE/Conaculta, 2012).
- Las declaraciones de independencia. Los textos fundamentales de las independencias americanas, con Jordana Dym y Erika Pani (Colmex/UNAM, 2013).
- Camino de Padilla. Manuel de Mier y Terán y México en 1832 (Secretaría de Cultura/ITCA, 2016).